# Ligne 1 du métro de Madrid
Pour les articles homonymes, voir Ligne 1.
La ligne 1 du métro de Madrid (en espagnol : línea 1 del metro de Madrid) est l'une des treize lignes du réseau du m métro de Madrid en Espagne. Longue de 23,9 kilomètres elle dispose de 33 stations, de Pinar de Chamartín, au nord à Valdecarros, au sud-est.
C'est la plus ancienne ligne du réseau, dont la première section est mise en service en 1919.

## Plan de la ligne

Plan de la ligne 1 du métro de Madrid.

## Historique

### Chronologie
Création, puis prolongements de la ligne vers le nord et vers le sud-est  :
- 17 octobre 1919, Sol à Cuatro Caminos,
- 26 décembre 1921, Sol à Atocha,
- 8 mai 1923, Atocha à Puente de Vallecas,
- 6 mars 1929, Cuatro Caminos à Tetuán,
- 4 février 1961, Tetuán à Plaza de Castilla,
- 2 juillet 1962, Puente de Vallecas à Portazgo,
- 24 juillet 1988, création de la station Atocha Renfe,
- 4 juillet 1994, Portazgo à Miguel Hernández,
- 3 avril 1999, Miguel Hernández à Congosto,
- 30 mars 2007, Plaza de Castilla à Chamartín,
- 4 novembre 2007, Chamartín à Pinar de Chamartín,
- 16 mai 2007, Congosto à Valdecarros,
- 1er décembre 2018, la station Atocha est renommée Estación del Arte,
- 1er février 2022, la station Atocha Renfe est renommée Atocha[2].

### Histoire
La première section de la ligne est mise en service le 17 octobre 1919 entre Sol et Cuatro Caminos. Le 8 mai 1923, une nouvelle section est ouverte au sud jusqu'à la station Puente de Vallecas.

### Prolongements et modifications
Le 1er février 1961, un prolongement est ouvert au nord jusqu'à Plaza de Castilla puis, le 2 juillet 1962, vers le sud jusqu'à Portazgo. En 1966, la station Chamberí, située entre Iglesia et Bilbao, est fermée.

### Développements récents
En 1988, une nouvelle station, Atocha Renfe, est ouverte au milieu du parcours pour desservir la gare d'Atocha.
Le 4 mars 1999, une nouvelle section au sud jusqu'à Congosto est mise en service. Enfin en 2007, les deux derniers prolongements de la ligne sont ouverts, repoussant le terminus sud de la ligne à la station Valdecarros et le terminus nord à la station Pinar de Chamartín.
En mars 2008, l'ancienne station Chamberí est reconvertie en musée du métro.
En février 2022, la station Atocha Renfe est renommée Atocha.

## Caractéristiques

### Liste des stations
Les stations de métro de la ligne sont présentées du nord au sud :
|  |   |  | Station             | Zone | Commune (district)          | Correspondances                                               |
|  | - |  | ------------------- | ---- | --------------------------- | ------------------------------------------------------------- |
|  | ■ |  | Pinar de Chamartín  |      | Madrid (Ciudad Lineal)      | Ligne 4 du métro de Madrid · Ligne 1 du métro léger de Madrid |
|  | • |  | Bambú               |      | Madrid (Chamartín)          |                                                               |
|  | • |  | Chamartín           |      | Madrid (Chamartín)          | : via la gare de Madrid-Chamartín-Clara Campoamor             |
|  | • |  | Plaza de Castilla   |      | Madrid (Chamartín, Tetuán)  | Ligne 9 du métro de Madrid · Ligne 10 du métro de Madrid      |
|  | • |  | Valdeacederas       |      | Madrid (Tetuán)             |                                                               |
|  | • |  | Tetuán              |      | Madrid (Tetuán)             |                                                               |
|  | • |  | Estrecho            |      | Madrid (Tetuán)             |                                                               |
|  | • |  | Alvarado            |      | Madrid (Tetuán)             |                                                               |
|  | • |  | Cuatro Caminos      |      | Madrid (Tetuán, Chamberí)   | Ligne 2 du métro de Madrid · Ligne 6 du métro de Madrid       |
|  | • |  | Ríos Rosas          |      | Madrid (Chamberí)           |                                                               |
|  | • |  | Iglesia             |      | Madrid (Chamberí)           |                                                               |
|  | • |  | Bilbao              |      | Madrid (Chamberí, Centro)   | Ligne 4 du métro de Madrid                                    |
|  | • |  | Tribunal            |      | Madrid (Centro)             | Ligne 10 du métro de Madrid                                   |
|  | • |  | Gran Vía            |      | Madrid (Centro)             | Ligne 5 du métro de Madrid                                    |
|  | • |  | Sol                 |      | Madrid (Centro)             | : via la gare de Madrid-Sol                                   |
|  | • |  | Tirso de Molina     |      | Madrid (Centro)             |                                                               |
|  | • |  | Antón Martín        |      | Madrid (Centro)             |                                                               |
|  | • |  | Estación del Arte   |      | Madrid (Centro, Retiro)     |                                                               |
|  | • |  | Atocha              |      | Madrid (Retiro)             | : via la gare de Madrid-Atocha                                |
|  | • |  | Menéndez Pelayo     |      | Madrid (Retiro)             |                                                               |
|  | • |  | Pacífico            |      | Madrid (Retiro)             | Ligne 6 du métro de Madrid                                    |
|  | • |  | Puente de Vallecas  |      | Madrid (Puente de Vallecas) |                                                               |
|  | • |  | Nueva Numancia      |      | Madrid (Puente de Vallecas) |                                                               |
|  | • |  | Portazgo            |      | Madrid (Puente de Vallecas) |                                                               |
|  | • |  | Buenos Aires        |      | Madrid (Puente de Vallecas) |                                                               |
|  | • |  | Alto del Arenal     |      | Madrid (Puente de Vallecas) |                                                               |
|  | • |  | Miguel Hernández    |      | Madrid (Puente de Vallecas) |                                                               |
|  | • |  | Sierra de Guadalupe |      | Madrid (Villa de Vallecas)  | : via la gare de Madrid-Vallecas                              |
|  | • |  | Villa de Vallecas   |      | Madrid (Villa de Vallecas)  |                                                               |
|  | • |  | Congosto            |      | Madrid (Villa de Vallecas)  |                                                               |
|  | • |  | La Gavia            |      | Madrid (Villa de Vallecas)  |                                                               |
|  | • |  | Las Suertes         |      | Madrid (Villa de Vallecas)  |                                                               |
|  | ■ |  | Valdecarros         |      | Madrid (Villa de Vallecas)  |                                                               |